# Mónika Grábics
Mónika Grábics, vollständiger Name Mónika Grábics Tolnainé; (* 31. August 1976 in Budapest) ist eine ungarische Schachmeisterin.

## Leben
Sie ist mit dem ungarischen Großmeister Tibor Tolnai verheiratet und hat einen Sohn. Grábics erhielt im Jahr 2003 den Titel Schach-Großmeister der Frauen (WGM).
Grábics siegte oder belegte vordere Plätze in mehreren Turnieren: 1. Platz bei der U18-Europameisterschaft (Mädchen) (1994), 1. Platz bei der Meisterschaft Ungarns (Frauen) (1996), 2. Platz beim Hotel-Hotel-Írottkő-Turnier (2000), 2. Platz beim 35. Frauenturnier in Belgrad (2002), 1. Platz beim Mediterranean-Flower-Frauenturnier (2004) und 1. Platz bei einem Frauenturnier in Krk (2004).
Mit ihrer besten Elo-Zahl von 2371 im Oktober 2000 belegte Grábics den 61.–62. Platz der FIDE-Weltrangliste der Frauen und den vierten Platz der ungarischen Frauenrangliste. Grábics hat seit der ungarischen Mannschaftsmeisterschaft 2011/12 keine gewertete Partie mehr gespielt und wird daher als inaktiv geführt.

## Nationalmannschaft
Grábics nahm mit Ungarn an den Schacholympiaden der Frauen 1998 und 2000 und den Mannschaftseuropameisterschaften der Frauen 1992, 1997 und 1999 teil, außerdem spielte sie 1998 beim Mitropapokal in der offenen Klasse.

## Vereine
Mónika Grábics spielte in den 1990er Jahren bei Honvéd Budapest und nahm mit einer Frauenmannschaft des Vereins am European Club Cup 1999 teil. Diese verlor in der Vorrunde alle drei Wettkämpfe, wobei Grábics mit einem Sieg gegen den mazedonischen Großmeister Toni Najdoski die einzige Gewinnpartie des Teams gelang. In der höchsten ungarischen Spielklasse, der NB I. Szabó László csoport, spielte Grábics bis 2004 beim Miskolci SSC, mit dem sie 2000 und 2001 die Mannschaftsmeisterschaft gewann, in der Saison 2005/06 bei Láng Vasas Sportkör.